# كرار محمد محيسن
كرار محمد محيسن (6 مارس 1989 بالعراق - ) هو لاعب كرة قدم عراقي في مركز الدفاع.

## وصلات خارجية
- كرار محمد محيسن على موقع ناشيونال فوتبول تيمز (الإنجليزية)
- كرار محمد محيسن على موقع Soccerway.com (الإنجليزية)
- كرار محمد محيسن على موقع كووورة